# Mimi Dancourt
Marie-Anne-Michelle Carton (* 1685; † 21. März 1780 in Paris), bekannt als Mimi Dancourt, war eine französische Schauspielerin.

## Biographie
Als Tochter von Thérèse Dancourt und Florent Dancourt spielte sie bereits 1695 in dem Stück La Foire de Bezons ihres Vaters ihre erste Kinderrolle, die Chonchette. Die erste richtige Rolle an der Comédie-Française erhielt sie 1699. Im selben Jahr wurde sie Sociétaire de la Comédie-Française, also festes Ensemblemitglied.
Sie sah ihrer Mutter sehr ähnlich und so spielte auch sie die jugendliche Liebhaberin, aber darüber hinaus ebenso komische Rollen und die klassische Soubrette. 1726 nahm sie die Rolle der Mutter in Voltaires L'Indiscret an, ein Charakter, den sie für sich jedoch ablehnte. So nahm sie 1728 Abschied von der Bühne. Bis an ihr Lebensende erhielt sie, wie alle Mitglieder der Comédie-Française, eine Pension von 1000 Livre.
Mimi Dancourt war mit einem Zivilangestellten des Militärs, Samuel Boutinon Delhayes, verheiratet. Aus dieser Ehe ging nur ein bekanntes Kind, Thérèse, hervor.

## Rollen (Auswahl)
- Jean-François Regnard: Démocrite amoureux, die Isméne
- Dancourt: Les trois cousines, die Marotte
- Jean Racine: Athalie, die Zacharie
- Charles Du Fresny: Le Mariage, fait et rompu, die Dame des Hauses
- Voltaire: L’Indiscret, die Euphémie